# Alexis Descalzo
Alexis Jesús Descalzo Castro (Chorrillos, 17 de mayo de 1993) es una personalidad de televisión, modelo y cantante de reguetón peruano. Alcanzó reconocimiento por haber sido parte de diferentes programas de televisión en su país a finales de los años 2010, especialmente en reality shows.

## Biografía
Nació el 17 de mayo de 1993 en Chorrillos, distrito de la capital peruana Lima, bajo el nombre de Alexis Jesús Descalzo Castro.
Tras haber concluido la secundaria, comienza su carrera artística como modelo en diferentes desfiles de moda. Gracias a ello, le ha permitido ingresar por primera vez a la televisión peruana, sumándose al reparto principal del reality show Esto es guerra en 2013 como competidor, volviendo al programa el año 2017 por tiempo limitado.
Seguidamente con sólo 19 años, concursó en el certamen masculino Míster Perú 2013, en el cual Descalzo se consagra ganador y accedió al concurso principal Men Universe Model 2013, quedando tercer finalista durante la competencia internacional. Retomó su faceta televisiva participando en los otros formatos Combate en 2014, Bienvenida la tarde en 2015 y Verano extremo en 2016 con el mismo rol de Esto es guerra.
Años más tarde, haría su debut como cantante a partir de 2016, estrenando su primera canción «Cutuplá», en colaboración con el cantante y locutor peruano Renzo Winder, consolidándose así en el género reguetón. Tras el éxito de su tema musical, fue parte de la elaboración de su segundo material en estudio «Cuando tú», añadiendo la música electrónica sin dejar de lado los ritmos urbanos y fue intérprete de «Bipolar» a dueto con el artista Percy Fer ese año.
En 2018, interpretó el tema «Como un animal» al lado de Susan Green, obteniendo un éxito en las emisoras como Radio La Zona.
Pero fue en 2019, cuando Descalzo interpretaría la canción «Provócame» del LP homónimo, alcanzando una gran aceptación en su país y Latinoamérica, entrando en rotación dentro del programa Hot Ranking de la cadena musical HTV. Previo a la producción, lanzó su otro LP Por Instagram, incluyendo la canción homónima e interpretó el sencillo «Envidia» al lado de la cantante urbana peruana Nel. En ese mismo año, participó como telonero en los Premios Heat.
En 2021, lanzó su LP de estudio Muévelo, en el cual añadió su siguiente tema «Infeliz», bajo el formato de música afroperuana, además de haber realizado giras internacionales por Colombia, Ecuador y Argentina. A lo paralelo, fue parte de la elaboración de la canción «Me gusta Remix» al lado de los artistas Hanna y Kiwan.[cita requerida]
Ya para 2022, se incursiona como celebridad de internet consolidándose en la plataforma para adultos OnlyFans y al año siguiente, lanza su programa web de fútbol peruano Chocofaranduleros por YouTube, contando con la presencia de otras figuras del medio local.

## Discografía

### LP
- 2016: Cutuplá
- 2019: Por Instagram
- 2019: No se puede negar
- 2019: Envidia
- 2019: Provócame
- 2020: Que se joda
- 2020: Me gusta
- 2021: Muévelo
- 2022: Suerte

## Créditos

### Televisión
| Año  | Título              | Rol                      | Emisión            |
| ---- | ------------------- | ------------------------ | ------------------ |
| 2013 | Esto es guerra      | Competidor               | América Televisión |
| 2017 | Esto es guerra      | Competidor               | América Televisión |
| 2014 | Combate             | Competidor               | ATV                |
| 2015 | Bienvenida la tarde | Competidor               | Latina Televisión  |
| 2016 | Verano extremo      | Competidor               | Latina Televisión  |
| 2016 | El gran show        | Participante de refuerzo | América Televisión |
| 2022 | Junta de vecinos    | Cameo                    | América Televisión |

### Programas web
| Año           | Título            | Rol         | Emisión         |
| ------------- | ----------------- | ----------- | --------------- |
| 2023-presente | Chocofaranduleros | Presentador | Alexis Descalzo |

## Competencias
- Míster Perú 2013: Ganador
- Men Universe Model 2013: Tercer finalista